# Scopula sublobata
Scopula sublobata là một loài bướm đêm trong họ Geometridae.